# Ыджидляга
Ыджидляга (устар. Ыджыд-Ляга) — река в России, протекает по территории Троицко-Печорского района Республики Коми. Устье реки находится в 194 км по левому берегу реки Илыч. Длина реки — 61 км, площадь её водосборного бассейна — 948 км².
Река берёт начало на Северном Урале, на западных склонах хребта Яныквотньер. Начало реки находится близ границы с Ханты-Мансийским автономным округом и на глобальном водоразделе Печоры и Оби, на восточных склонах хребта берёт начало река Лопсия.
Течение носит горный характер, генеральное направление течения в верховьях — юго-запад, затем река поворачивает на запад, в низовьях — на северо-запад. Всё течение проходит в ненаселённой холмистой тайге на территории Печоро-Илычского заповедника. В нижнем течении часто дробится на протоки и образует острова. Ширина реки в верхнем течении 10-20 метров, в среднем течении около 30-35 метров, в нижнем — 40 метров. Скорость течения в верхнем и среднем течении 1,0 м/с, в нижнем течении около 0,6 — 0,7 м/с.

## Притоки
- 6 км: руч. Соболиный (пр, в водном реестре — без названия)
- 14 км: руч. Холодный (пр, в водном реестре — без названия)
- 15 км: река Лягавож (лв)
- 23 км: река без названия (лв)
- 37 км: река Еграляга (лв)

## Данные водного реестра
По данным государственного водного реестра России относится к Двинско-Печорскому бассейновому округу, водохозяйственный участок реки — Печора от истока до водомерного поста у посёлка Шердино, речной подбассейн реки — Бассейны притоков Печоры до впадения Усы. Речной бассейн реки — Печора.

## Топографические карты
- Лист карты P-40-57,58 Шежимдикост. Масштаб: 1 : 100 000. Издание 1968 г.
- Лист карты P-40-59,60 хребет  Яныквотньер. Масштаб: 1 : 100 000. Издание 1968 г.